# 정릉 (신성왕후)
정릉(貞陵)은 고려 제1대 태조의 제5비인 신성왕후 김씨의 능이다. 현재 위치는 알 수 없다.